# Джозеф Вайсман
Джозеф Вайсман (англ. Joseph Wiseman; 15 травня 1918 — 19 жовтня 2009) — американський актор.

## Біографія
Народився у Монреалі (Канада), через деякий час його родина переїхала до США. Розпочав кар'єру на Бродвеї у 1930-х роках. Його першою роботою стала постановка Роберта Шервуда 1938 «Ейбі Лінкольн в Іллінойсі» (англ. «Abe Lincoln in Illinois») і ще кілька бродвейських постановок. Здобув популярність після першого кінофільму «бондіани» — «Доктор Ноу», де зіграв головного лиходія.

## Вибрана фільмографія
- 1952 — Віва Сапата!
- 1979 — Ягуар живий!